# Lalage conjuncta
Lalage conjuncta là một loài chim trong họ Campephagidae.